# Aranéština
Aranéština (okcitánsky: aranés) je standardizovaná forma pyrenejské gaskoňské formy okcitánštiny, kterou se mluví ve Val d'Aran v severozápadním Katalánsku poblíž španělských hranic s Francií, kde je jednou ze tří oficiálních jazyků vedle katalánštiny a španělštiny. V roce 2010 byla katalánským parlamentem prohlášena za třetí úřední jazyk v Katalánsku.
Oficiální názvy měst ve Val d'Aran jsou v okcitánštině; například obec Vielha je na mapách a dopravních značkách známá pod svým okcitánským názvem, spíše než svým katalánským nebo španělským Viella.

## Použití
Podle lingvistického sčítání lidu aranéské vlády z roku 2001 asi 90 % obyvatel Val d'Aran jazyku rozumí, přičemž nejméně rozumí obyvatelé ve věku 25 až 34 let –⁠ přibližně 80 % (kromě těch, kteří nedosáhli věku 4 let). Aranésky mluví 60 až 65 % populace; pouze 26 % však uvedlo, že umí v aranéštině psát.
V roce 2008 provedla Generalitat of Catalonia populační průzkum (15 let nebo starší) ve Val d'Aran. Průzkum zijistil, že 78,2 % populace aranéštině rozumělo, 56,8 % ji umělo mluvit, 59,4 % ji umělo číst a 34,8 % umělo tímto jazykem psát. Počet lidí, kteří mluví aranésky, vzrostl v roce 2020 na 61 % populace, podle průzkumu veřejného úřadu pro okcitánštinu.
Kdysi byla považována za ohrožený jazyk, kterým mluvili především starší lidé, nyní zažívá renesanci; ve Val d'Aran má spoluoficiální status s katalánštinou a španělštinou a od roku 1984 se ve školách vyučuje dvojjazyčně (španělsky a aranésky). Studenti ve Val d'Aran musí mít 2 hodiny španělštiny, katalánštiny a aranéštiny týdně. Na některých úrovních vzdělávání se ke třem úředním jazykům přidává cizí jazyk – obvykle francouzština kvůli blízkosti – a někdy dokonce 2 hodiny angličtiny navíc.
| Znalost aranéštiny ve Val d'Aran mezi lidmi staršími 2 let                                                         | 1996   | 1996     | 2001   | 2001     | 2008   | 2008     | 2013   | 2013     | 2018   | 2018     |
| | Celkem | Procento | Celkem | Procento | Celkem | Procento | Celkem | Procento | Celkem | Procento |
| Rozumí | 6 295  | 90,05 %  | 6 712  | 88,88 %  | 6 600  | 78,2 %   | 6 840  | 80,7 %   | 7 060  | 83,3 %   |
| Mluví | 4 534  | 64,85 %  | 4 700  | 62,24 %  | 4 800  | 56,8 %   | 4 710  | 55,6 %   | 5 087  | 60 %     |
| Čte | 4 145  | 59,29 %  | 4 413  | 58,44 %  | 5 000  | 59,3 %   | 5 020  | 59,3 %   | 6 234  | 73,5 %   |
| Píše | 1 746  | 24,97 %  | 2 016  | 26,69 %  | 2 900  | 34,9 %   | 2 950  | 34,9 %   | 3 880  | 45,8 %   |
| Zdroj: IDESCAT, Cens lingüístic de l'aranès de 2001 a Enquesta d’usos lingüístics de la població - Aran 2008/2018. |        |          |        |          |        |          |        |          |        |          |

## Půjčená slova

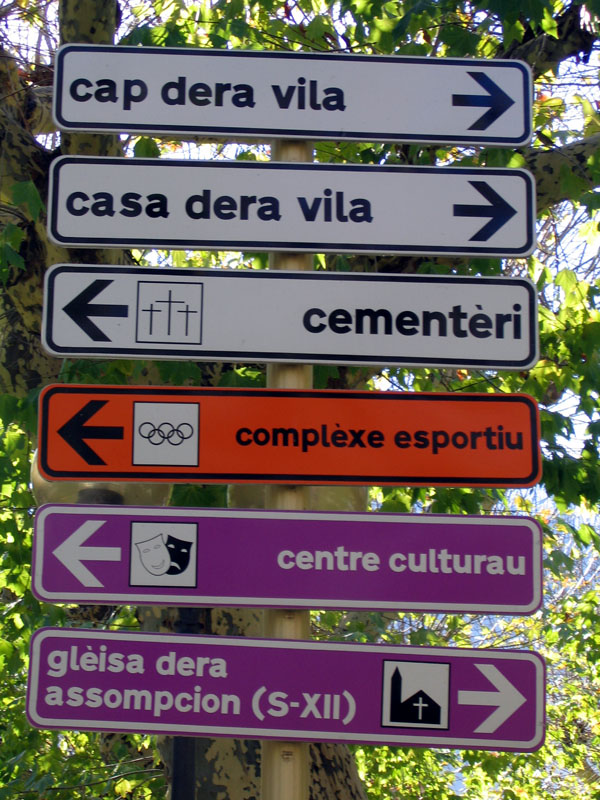
Aranéské značení v Bossòst ve Val d'Aran

Protože se Val d'Aran nachází na španělském a katalánském území, aranéština podléhá určitým vlivům ze španělštiny a katalánštiny. Aranéština tak od nich převzala několik neologismů:
- actuar (vs. agir)
- empresa (vs. entrepresa)
- increment (vs. aumentacion)
- laborau (vs. professionau)
- matrícula (vs. inscripcion)
- oficina (vs. burèu, což je galicismus)

## Regulace
Aranéština se řídí klasickými sjednocujícími standardy okcitánštiny, které původně definoval Loís Alibèrt. Tyto standardy Conselh de la Lenga Occitana (okcitánská jazyková rada) oficiálně uznává Conselh Generau d'Aran (Generální rada Aranu) od roku 1999.
Institut d'Estudis Aranesi je uznávanou jazykovou akademií Conselh Generau d'Aran.

## Psané publikace

### Gramatika
Referenci o použití a časování aranéských sloves nazvanou Es Vèrbs conjugadi: morfologia verbau aranesa napsala Verònica Barés Moga a vydala ji v roce 2003. Popisná a normativní referenční gramatika, napsaná v aranéštině Aitorem Carrerou, byla vydána v březnu 2007. Obsahuje podrobné rozdělení fonologických a gramatických rozdílů mezi variantami aranéštiny v různých vesnicích v údolí.

### Slovníky
Slovník aranéštiny napsal katalánský lingvista Joan Coromines jako svou doktorskou práci.
Existuje jednoduchý čtyřjazyčný španělsko-aransko-katalánsko-francouzský slovník, který napsal Frederic Vergés Bartau.
Aranéko-anglický a anglicko-aranéský slovník byl vydán v roce 2006. Napsal ho Ryan Furness, mladý muž z Minnesoty, poté, co se začal zajímat o jazyk, když navštívil Val d'Aran.
Podrobný jednosvazkový katalánsko-okcitánský a okcitánsko-katalánský slovník vyšel pod záštitou vlád Katalánska (Generalitat de Catalunya) a Val d'Aran (Conselh Generau d'Aran).

### Periodika a komerční publikace
Místní měsíčník Toti a místní noviny jsou částečně vydávány v aranéštině. Internetové noviny Jornalet také publikují značné množství článků a posudků v tomto jazyce.